# Tokugawa Ienobu
Tokugawa Ienobu (徳川 家宣), född den 11 juni 1662 var den sjätte shogunen i Tokugawashogunatet och regerade mellan 1709 och 1712. Han var Tokugawa Tsunashiges äldste son tillsammans med konkubinen Chōshōin och därmed brorson till Tokugawa Ietsuna och Tokugawa Tsunayoshi. Han efterträdde Tsunyoshi när denne blev mördad 1709 och inte lämnade någon ättling efter sig.
1693 hade ronin och akademikern Arai Hakuseki utsetts som rådgivare till den blivande shogunen. Ienobu fick en grundlig skolning i dekonfucianistiska lärorna och Hakuseki ses därför som den som såg till att lärorna hade ett fortsatt stöd från shogunatet. Hakuseki ska ha gett Ienobu mer än 2000 lektioner om konfucianismen, politik, historia och kultur och påverkat den blivande shogunens tänkande i mycket hög grad.

## Tiden som shogun
Ienobu påbörjade genast en reformationsprocess av shogunatet. Det har ofta beskrivits som att han transformerade styret från en militär institution till ett civilt, en process som i mindre mån påbörjats redan under Ietsunas och Tsunayoshis styre.
Han började med att avskaffa en av de kontroversiella lagar och edikter som hans fader Tsunayoshi hade infört. De kammarherrar som av Tsunayoshi fått en nästan oinskränkt makt, fråntogs nu all makt. Censuren avskaffades och yttrandefrihet i en inskränkt mening uppmuntrades hos folket. Det rättsliga systemet reformerades och lagarna för de dittills hårda bestraffningarna och dödsdomarna mildrades. Guldmynt präglades för att stabilisera ekonomin. Hela reformarbetet ses också som under starkt inflytande av rådgivaren Arai Hakuseki.
Ienobu var en av de första shogunerna som verkade för förbättrade relationer med kejsaren och hovet i Kyoto. Som ett led i detta kom en av kejsaren Nakamikados yngre döttrar att gifta sig med en av Ienobus yngre söner.
Ienobu dog en stillsam död vid 51 års ålder. Tiden vid styret blev endast tre år, men ses av historiker som ett av de framgångsrikaste bland shogunerna. Han efterträddes som shogun av sin omyndige son Tokugawa Ietsugu. 

## Perioderna i Ienobus shogunat
Shogunernas regeringstid brukar indelas i perioder eller eror (nengō).
- Hōei (1704–1711)
- Shōtoku (1711–1716)